# Onophrion Holzach
Onophrion Holzach (* um 1504; † 1552) war ein Schweizer Kaufmann und Politiker.

## Leben
Onophrion Holzach, Sohn des Basler Kaufmanns und Politikers Eucharius Holzach, erwarb das Zunftrecht in sechs Zünften. 1534–1540 war er Zunftmeister der Safranzunft und 1545–1552 Ratsherr der Zunft zu Hausgenossen. 1540 war er eidgenössischer Landvogt im Maggiatal.